# جورج نيانغ
جورج نيانغ (بالإنجليزية: Georges Niang)‏ مواليد 17 يونيو 1993 في لورانس، هو لاعب كرة سلة أمريكي. بدأ مسيرته الاحترافية في سنة 2016. تم اختياره من قبل فريق إنديانا بايسرز خلال الدرافت. يلعب مع إنديانا بايسرز في الرابطة الوطنية لكرة السلة. يحمل الرقم 32. يبلغ طوله 6 قدم 8 بوصة (2.0 م).

## روابط خارجية
- جورج نيانغ على موقع إن بي أي (الإنجليزية)
- جورج نيانغ على موقع سبورتس رفرنس (الإنجليزية)
- جورج نيانغ على موقع كرة السلة الأوروبية.كوم (الإنجليزية)
- جورج نيانغ على موقع DraftExpress.com (الإنجليزية)
- جورج نيانغ على موقع إي إس بي إن.كوم (الإنجليزية)
- جورج نيانغ على موقع كلية كرة السلة في سبورتس رفرنس.كوم (الإنجليزية)
- جورج نيانغ على موقع ريلجم (الإنجليزية)
- جورج نيانغ على موقع بروبوليرز (الإنجليزية)
- جورج نيانغ على موقع سبورتس رفرنس (الإنجليزية)